# Leptophis depressirostris
Espèce
Synonymes
- Philothamnus depressirostris Cope, 1861
- Diplotropis bilineata Günther, 1872
- Leptophis aeruginosus Cope, 1876
- Leptophis saturatus Cope, 1876

Leptophis depressirostris est une espèce de serpent de la famille des Colubridae.

## Répartition
Cette espèce se rencontre :
- dans l'ouest de la Colombie ;
- au Costa Rica ;
- dans l'ouest de l'Équateur ;
- dans l'est du Nicaragua ;
- au Panama ;
- au Pérou.

## Description
Dans sa description Cope indique que le spécimen en sa possession mesure 115 cm. Son dos est vert foncé et présente deux lignes noires très fines s'étendant de la nuque jusqu'à la naissance de la queue.

## Publications originales
- Cope, 1861 "1860" : Catalogue of the Colubridæ in the Museum of the Academy of Natural Sciences of Philadelphia. Part 3. Proceedings of the Academy of Natural Sciences of Philadelphia, vol. 12, p. 553-566 (texte intégral).
- Cope, 1876 "1875" : On the Batrachia and Reptilia of Costa Rica : With notes on the herpetology and ichthyology of Nicaragua and Peru. Journal of the Academy of Natural Sciences of Philadelphia, ser. 2, vol. 8, p. 93–154 (texte intégral).
- Günther, 1872 : Seventh account of new species of snakes in the collection of the British Museum. Annals and Magazine of Natural History, ser. 4, vol. 9, p. 13-37 (texte intégral).